# Vòng loại Giải vô địch bóng đá thế giới 1970 – Khu vực châu Á và châu Đại Dương
Dưới đây là các ngày thi đấu và kết quả của vòng loại Giải vô địch bóng đá thế giới 1970 – khu vực châu Á và châu Đại Dương (AFC và OFC). Để xem tổng quan vòng loại, vui lòng tham khảo bài viết Vòng loại Giải vô địch bóng đá thế giới 1970.
Có 7 đội tuyển đăng ký tham dự vòng loại, bao gồm 4 đội từ AFC (Israel, Nhật Bản, Hàn Quốc và Triều Tiên), 2 đội từ OFC (Úc và New Zealand), và 1 đội từ CAF (Rhodesia). Rhodesia được đưa vào khu vực châu Á – châu Đại Dương sau khi các đội châu Phi tẩy chay giải đấu vì chính sách phân biệt chủng tộc của quốc gia này. Triều Tiên rút lui trước khi giải khởi tranh vì từ chối thi đấu với Israel, do đó chỉ còn 6 đội thực sự thi đấu vòng loại.

## Thể thức thi đấu
Vòng loại gồm hai vòng:
- Vòng 1: 7 đội được chia thành 2 bảng, Bảng A gồm 4 đội (trong đó có Rhodesia), nhưng ba đội còn lại từ chối thi đấu với Rhodesia vì lý do chính trị liên quan đến chính sách apartheid.[1] Do đó, Úc, Nhật Bản và Hàn Quốc thi đấu vòng tròn hai lượt tại Hàn Quốc. Sau khi các trận đấu tại Seoul kết thúc, FIFA quyết định rằng đội thắng bảng A là Úc vẫn phải thi đấu với Rhodesia trong giai đoạn hai của bảng này.[2][3] Bảng B ban đầu có sự góp mặt của Triều Tiên, nhưng đội này đã rút lui vì lý do chính trị, khiến bảng chỉ còn 2 đội thi đấu với nhau. Đội đứng đầu mỗi bảng giành quyền vào vòng chung kết khu vực.
- Vòng chung kết : Hai đội đầu bảng A và B thi đấu theo thể thức lượt đi – lượt về. Đội thắng chung cuộc sẽ giành vé tham dự vòng chung kết World Cup 1970.

## Vòng 1

### Bảng A
- Tất cả các trận đấu được tổ chức tại Seoul, Hàn Quốc.

| VT | Đội      | ST | T | H | B | BT | BB | HS | Đ | Giành quyền tham dự |
| -- | -------- | -- | - | - | - | -- | -- | -- | - | ------------------- |
| 1  | Úc       | 4  | 2 | 2 | 0 | 7  | 4  | +3 | 6 | Giai đoạn 2 Bảng A  |
| 2  | Hàn Quốc | 4  | 1 | 2 | 1 | 6  | 5  | +1 | 4 |                     |
| 3  | Nhật Bản | 4  | 0 | 2 | 2 | 4  | 8  | −4 | 2 |                     |

| Úc                                      | 3–1 | Nhật Bản     |
| --------------------------------------- | --- | ------------ |
| McColl 5' · Ogi 68' (l.n.) · Baartz 69' |     | Watanabe 11' |

| Hàn Quốc                        | 2–2 | Nhật Bản                    |
| ------------------------------- | --- | --------------------------- |
| Kim Ki-bok 8' · Park Soo-il 39' |     | Miyamoto 34' · Kuwahara 50' |

| Hàn Quốc       | 1–2 | Úc                       |
| -------------- | --- | ------------------------ |
| Lee Yi-woo 45' |     | Watkiss 37' · McColl 82' |

| Úc         | 1–1 | Nhật Bản    |
| ---------- | --- | ----------- |
| McColl 39' |     | Miyamoto 4' |

| Hàn Quốc               | 2–0 | Nhật Bản |
| ---------------------- | --- | -------- |
| Jeong Kang-ji 17', 40' |     |          |

| Hàn Quốc        | 1–1 | Úc         |
| --------------- | --- | ---------- |
| Park Soo-il 35' |     | Baartz 58' |

Úc giành quyền vào Giai đoạn 2 của Bảng A.

### Giai đoạn 2

#### Bảng A
| VT | Đội      | ST | T | H | B | BT | BB | HS | Đ | Giành quyền tham dự |
| -- | -------- | -- | - | - | - | -- | -- | -- | - | ------------------- |
| 1= | Úc       | 2  | 0 | 2 | 0 | 1  | 1  | 0  | 2 | Play-off            |
| 1= | Rhodesia | 2  | 0 | 2 | 0 | 1  | 1  | 0  | 2 | Play-off            |

| Rhodesia     | 1–1 | Úc         |
| ------------ | --- | ---------- |
| Chalmers 63' |     | McColl 68' |

| Rhodesia | 0–0 | Úc |
| -------- | --- | -- |
|          |     |    |

Úc và Rhodesia có cùng điểm số, do đó một trận đấu play-off được tổ chức để xác định đội giành quyền vào vòng chung kết 
| Rhodesia     | 1–3 | Úc                                              |
| ------------ | --- | ----------------------------------------------- |
| Chalmers 49' |     | Rutherford 12' · Tigere 22' (l.n.) · Warren 57' |

Úc giành quyền vào vòng chung kết.

### Bảng B
| VT | Đội               | ST | T | H | B | BT | BB | HS | Đ | Giành quyền tham dự |
| -- | ----------------- | -- | - | - | - | -- | -- | -- | - | ------------------- |
| 1  | Israel            | 2  | 2 | 0 | 0 | 6  | 0  | +6 | 4 | Vòng chung kết      |
| 2  | New Zealand       | 2  | 0 | 0 | 2 | 0  | 6  | −6 | 0 |                     |
| 3  | CHDCND Triều Tiên | 0  | 0 | 0 | 0 | 0  | 0  | 0  | 0 | Rút lui             |

| Israel                                           | 4–0 | New Zealand |
| ------------------------------------------------ | --- | ----------- |
| Spiegler 48' · Spiegel 65' · Feigenbaum 72', 86' |     |             |

| Israel                     | 2–0 | New Zealand |
| -------------------------- | --- | ----------- |
| Spiegler 24' · Spiegel 38' |     |             |

Israel giành quyền vào vòng chung kết. Triều Tiên từ chối thi đấu tại Israel và đã chính thức bị FIFA rút tên khỏi giải vào ngày 5 tháng 6 năm 1969.

## Vòng chung kết
| VT | Đội    | ST | T | H | B | BT | BB | HS | Đ | Giành quyền tham dự |
| -- | ------ | -- | - | - | - | -- | -- | -- | - | ------------------- |
| 1  | Israel | 2  | 1 | 1 | 0 | 2  | 1  | +1 | 3 | 1970 FIFA World Cup |
| 2  | Úc     | 2  | 0 | 1 | 1 | 1  | 2  | −1 | 1 |                     |

| Israel      | 1–0      | Úc |
| ----------- | -------- | -- |
| Spiegel 18' | Chi tiết |    |

| Úc          | 1–1 | Israel       |
| ----------- | --- | ------------ |
| Watkiss 88' |     | Spiegler 79' |

Israel vượt qua vòng loại.

## Đội tuyển vượt qua vòng loại
Đội tuyển sau đây từ AFC đã vượt qua vòng loại để giành quyền tham dự Giải vô địch bóng đá thế giới 1970:
| Đội tuyển | Tư cách vượt qua vòng loại | Ngày vượt qua vòng loại | Số lần tham dự FIFA World Cup trước đây1 |
| --------- | -------------------------- | ----------------------- | ---------------------------------------- |
| Israel    | Chiến thắng vòng chung kết | 14 tháng 12 năm 1969    | 0 (debut)                                |

## Cầu thủ ghi bàn
4 bàn thắng
- Tom McColl

3 bàn thắng
- Mordechai Spiegler

2 bàn thắng
- Ray Baartz
- Johnny Watkiss
- Yehoshua Feigenbaum
- Giora Spiegel
- Teruki Miyamoto
- Bobby Chalmers
- Jeong Kang-ji
- Park Soo-il

1 bàn thắng
- Willie Rutherford
- Johnny Warren
- Yasuyuki Kuwahara
- Masashi Watanabe
- Kim Ki-bok
- Lee Yi-woo

1 own goal
- David Zeman (playing against Israel)
- Aritatsu Ogi (playing against Australia)
- Phillemon Tegire (playing against Australia)